# 비르길리유스 알레크나
비르길리유스 알레크나(리투아니아어: Virgilijus Alekna, 1972년 2월 13일~)는 리투아니아의 은퇴한 육상 선수이며, 주 종목은 원반던지기이다. 1990년대를 대표하는 원반던지기 선수 중 한 명으로 1996년과 2000년 하계 올림픽에서 금메달, 2008년 하계 올림픽에서 동메달을 획득했다.

## 어린 시절과 경력
파네베지스주의 쿠피시키구에 위치한 마을인 테르페이캬이 출신으로 루코니 초등학교, 수바차스 중학교를 졸업한 후 1987년부터 1990년까지 파네베지스 체육 고등학교에서 수학했다. 이후 빌뉴스의 리투아니아 교육과학 대학교에서 체육학을 전공했다.
1990년부터 원반던지기 선수 생활을 했으며, 1994년에 리투아니아 국가대표 선수로 발탁되었다. 그 해 8월 핀란드 헬싱키에서 열린 1998년 유럽 선수권 대회에서 56.38m의 기록으로 17위에 올랐으며, 이듬해인 1995년 8월에 스웨덴 예테보리에서 열린 1995년 세계 선수권 대회에서 59.20m의 기록으로 19위에 올랐다.

## 국제적인 성공
1996년 5월 독일 레데에서 열린 레데 국제 육상 대회에서 우승을 차지했으며, 같은 달 독일 예나에서 열린 예나 국제 대항전에서 3위에 올랐다. 이후 7월에 노르웨이 오슬로에서 열린 비슬레트 게임에서 동메달을 획득했으며, 미국 애틀랜타에서 열린 1996년 하계 올림픽을 통해 처음으로 올림픽에 참가했다. 그는 이 대회에서 65.30m를 기록하며 5위에 올랐다. 이듬해인 1997년 3월에는 프랑스 파리에서 열린 1996년 세계 실내 선수권 대회 포환던지기 종목에 참가하여 18.90m의 기록으로 17위를 기록했다. 5월에는 브라질 리우데자네이루에서 열린 육상 그랑프리와 스페인 세비야에서 열린 그란 프레미오 디푸타시온 대회에서 우승했으며, 6월에는 이탈리아 로마에서 열린 골든 갈라, 슬로바키아 브라티슬라바에서 열린 브라티슬라바 국제 대회, 독일 뉘른베르크에서 열린 뉘른베르크 국제 대회에서 준우승에 올랐다. 7월에는 조국 리투아니아의 카우나스에서 열린 1997년 발트해 경기 대회에서 65.26m의 기록으로 대표팀 동료인 바츨라바스 키디카스의 뒤를 이어 은메달을 획득했다. 이후 8월에 그리스 아테네에서 열린 1997년 세계 선수권 대회에서 66.70m의 기록으로 독일의 라르스 리델의 뒤를 이어 은메달을 획득했다. 세계 선수권 대회 이후에는 취리히 벨트클라세 등 스위스에서 열린 국제 대회에서 금메달 1개, 은메달 2개를 획득했다.
1998년 2월 뉴질랜드 해밀턴에서 열린 포릿 클래식을 시작으로 1998년 7월까지 국제 대회에서 금메달 10개, 은메달 1개를 획득했고 그 해 8월 1998년 유럽 선수권 대회를 앞두고 스위스 취리히에서 열린 벨트클라세 대회에서 은메달을 획득했다. 같은 달에 헝가리 부다페스트에서 열린 유럽 선수권 대회에서 66.46m를 기록하면서 독일의 리델과 위르겐 슐트의 뒤를 이어 동메달을 획득했다. 유럽 선수권 이후 9월 독일 베를린에서 열린 ISTAF 대회와 남아프리카 공화국 케이프타운에서 열린 육상 월드컵에서 우승을 차지했다. 이듬해인 1999년 1월부터 8월까지 포릿 클래식을 시작으로 금메달 7개, 은메달 1개를 획득하였으며, 8월에 스페인 세비야에서 열린 1999년 세계 선수권 대회에서 67.53m의 기록으로 미국의 앤서니 워싱턴, 독일의 슐트와 리델의 뒤를 이어 4위에 올랐다. 세계 선수권 대회 이후 9월에는 벨기에 브뤼셀에서 열린 메모리얼 판 담 대회에서 동메달을 획득했고 베를린 ISTAF 대회에서 은메달을 획득했다. 또한 뮌헨에서 열린 그랑프리 파이널에서 66.65m의 기록으로 리델의 뒤를 이어 은메달을 획득했다.
2000년 1월 남아프리카 공화국으로 건너가 남아프리카 공화국 은행배 국제 대회에서 금메달 1개, 은메달 1개를 획득했으며, 그 해 3월부터 8월까지 출전한 국제 대회에 총 15번 참가하여 모두 우승을 차지하는 성과를 냈다. 이후 9월에 베를린 ISTAF 대회에서 은메달을 획득했으며, 같은 달에 오스트레일리아 시드니에서 열린 2000년 하계 올림픽에서 69.30m의 기록으로 리델과 남아프리카 공화국의 프란츠 크루거를 누르고 금메달을 획득했다. 이 성과로 트랙 & 필드가 선정한 올해의 육상 선수가 되었으며, 2001년에 리투아니아 정부로부터 리투아니아 대공 게디미나스 훈장을 받았다.
2001년 3월 남아프리카 공화국 프리토리아에서 열린 육상 그랑프리에서 67.52m의 기록으로 우승했으며, 5월 카타르 도하에서 열린 육상 그랑프리에서도 66.81m의 기록으로 우승했다. 7월에는 캐나다 오타와에서 열린 2001년 프랑코포니 경기 대회에서 64.35m의 기록으로 개최국 캐나다의 제이슨 텅크스의 뒤를 이어 은메달을 획득했으며, 8월에 캐나다 에드먼턴에서 열린 2001년 세계 선수권 대회에서 69.40m의 기록으로 리델의 뒤를 이어 은메달을 획득했다. 같은 해 9월 오스트레일리아 브리즈번에서 열린 2001년 굿윌 게임에서 63.53m를 기록하며 러시아의 드미트리 솁첸코와 남아프리카 공화국의 크루거의 뒤를 이어 동메달을 획득했으며, 멜버른에서 열린 그랑프리 파이널에서 64.42m의 기록으로 에스토니아의 알렉산데르 탐메르트와 크루거를 누르고 우승을 차지했다.
2004년 그리스 아테네에서 열린 2004년 하계 올림픽에서 원반던지기 금메달을 획득하면서 대회 2연패를 하였으며, 2008년 하계 올림픽에서는 마지막 시도에서 67.79m를 기록하면서 동메달을 획득했다.

## 정치 경력
2011년부터 2016년까지 리투아니아 내무부에서 체육고문으로 활동했으며, 2016년 5월 자유 운동에 입당하면서 정치인 경력을 시작했다. 10월 나우야미에스티스 시의회 선거에서 낙선했으나 12대 세이마스 의원으로 당선되었다. 이후 2020년에도 당선되어 13대 의원으로 재직 중이다.

## 개인사
2007년에 유네스코 스포츠 앰버서더로 임명되었으며, 리투아니아 올해의 스포츠인 4회(2000, 2004, 2005, 2006)으로 선정되었다. 또한 1994년부터 2011년까지 리투아니아 총리실 경호원을 지냈다.
멀리뛰기 선수 출신인 크리스티나 사블로우스키테와 결혼했으며, 두 아들 마르티나스와 미콜라스, 딸인 가브리엘레를 두었다. 현재 두 아들 모두 원반던지기 선수로 활동하고 있다.

## 수훈
- 리투아니아 대공 게디미나스 훈장 1등급(2003년 8월 28일)
- 리투아니아 대공 게디미나스 훈장 2등급(2001년 8월 24일)
- 리투아니아 대공 게디미나스 훈장 3등급(1997년 8월 28일)
- 리투아니아 대공 게디미나스 훈장 5등급(1996년 8월 12일)